# Quirimbasöarna
Quirimbasöarna är en arkipelag i provinsen Cabo Delgado i Moçambique.
Ögruppen, som är uppkallad efter ön Quirimba, består av ett trettiotal små korallöar i Indiska oceanen längs Moçambiques norra kust. På den största ön, Ibo finns rester av portugisiska befästningar från 1700-talet.
De 11 sydligaste öarna i ögruppen ingår i Quirimbas nationalpark.
År 2008 togs Quirimbasöarna upp på Unescos lista över framtida världsarv (tentative list).